# World Cyber Games 2004
World Cyber Games 2004 odbyły się w kalifornijskim San Francisco w Stanach Zjednoczonych w dniach 6 - 10 października 2004. Areną zmagań graczy była hala w Bill Graham Civic Auditorium. Po raz pierwszy w historii finały World Cyber Games zostały rozegrane poza Koreą Południową.

## Rozgrywane konkurencje
Uczestnicy World Cyber Games w San Francisco w 2004 roku rywalizowali w 8 konkurencjach.
- Strzelanka pierwszoosobowa
  -  Counter-Strike: Condition Zero
  -  Halo
  -  Unreal Tournament 2004
- Real-Time Strategy
  -  StarCraft: Brood War
  -  Warcraft III: The Frozen Throne
- Sport
  -  FIFA Football 2004
- Wyścigi
  -  Need for Speed: Underground
  -  Project Gotham Racing 2

## Państwa
| Azja - Chiny - Chińskie Tajpej - Hongkong - Indie - Indonezja - Japonia - Korea Południowa - Malezja - Mongolia - Filipiny - Singapur - Tajlandia - Wietnam | Ameryka - Argentyna - Brazylia - Kanada - Chile - Kolumbia - Ekwador - Gwatemala - Meksyk - Panama - Peru - Stany Zjednoczone - Wenezuela | Europa - Austria - Bułgaria - Dania - Finlandia - Niemcy - Włochy - Łotwa - Luksemburg - Norwegia - Portugalia - Rosja - Hiszpania - Szwajcaria - Wielka Brytania | - Belgia - Czechy - Estonia - Francja - Węgry - Kazachstan - Litwa - Holandia - Polska - Rumunia - Słowacja - Szwecja - Ukraina - Uzbekistan | B.W. i Afryka - Iran - Izrael - Kuwejt - Południowa Afryka - Turcja - Zjednoczone Emiraty Arabskie Oceania - Australia - Nowa Zelandia |

### Reprezentacja Polski
Counter Strike
- Filip Kubski
- Marek Radecki
- Zbigniew Rudnicki
- Łukasz Wnęk
- Wiktor Wojtas

Need for Speed
- Krzysztof Sojka

StarCraft
- Tomasz Krzesiński
- Zygmunt Tarantowicz
- Krzysztof Nalepka

Warcraft
- Krystian Pengiel

## Medaliści
| Konkurencja             |                                                                                  |                                                                                                   |                                                                                         | 4 |
| Counter-Strike          | Zespół: Team3D Johnny Quach Kyle Miller Dave Geffon Ronald Kim Salvatore Garozzo | Zespół: Titans Richard Halgaard Mike Lutzhoeft Jonas Svendsen Andreas Andreassen Simon Kullenberg | Zespół: MaveNCrew Cho Beum-joon Choi Beum-ho Jung Chang-kyu Jeong Joon-gon Oh Jeong-tak | Zespół: SKGaming Christer Eriksson Emil Christensen Daniel Kuusisto Tommy Ingemarsson Abdisamad Mohamed |
| FIFA 2004               | Choi Dae-han Pseudonim: Volcano                                                  | Bruno Carrico Pseudonim: EliteCarrico                                                             | Daniel Rasche Pseudonim: aL_smeyer                                                      | Stefan Bromund Pseudonim: aL_BroDo                                                                      |
| Need for Speed          | Niklas Timmermann Pseudonim: aTTaX_Sliver                                        | Yoo Myung-chun Pseudonim: LordOfGround                                                            | Andre Luiz Coliado de Macedo Pseudonim: andinhovsen                                     | Krzysztof Sojka Pseudonim: IMKrzycho                                                                    |
| Starcraft: Brood War    | Seo Ji-hoon Pseudonim: XellOs                                                    | Jeon Sang-wook Pseudonim: Midas[gm]                                                               | Kristijan Dreksler Pseudonim: [3wD]Christian                                            | Andriej Kuchianidze Pseudonim: Androide                                                                 |
| Unreal Tournament 2004  | Laurens Pluymaekers Pseudonim: fnatic_Lauke                                      | Maurice Engelhardt Pseudonim: mouzAOpen_Burnie                                                    | Roman Werenko Pseudonim: Chip_masK[GSC]                                                 | Christian Höck Pseudonim: GitzZz                                                                        |
| Warcraft III            | Manuel Schenkhuizen Pseudonim: Grubby                                            | Hwang Tae-min Pseudonim: WelComeTo                                                                | Merlo Yoan Pseudonim: ToD4K                                                             | Dennis Chan Pseudonim: BenQGeiLShort                                                                    |
| Halo                    | Matt Leto Pseudonim: Zyos                                                        | Nelson Triana Pseudonim: Junior                                                                   | Dave Walsh Pseudonim: Walshy                                                            | Sebastian Droschak Pseudonim: TPshAnkey                                                                 |
| Project Gotham Racing 2 | Arthur Vankan Pseudonim: KingTuur                                                | Jürgen Unger Pseudonim: SackL                                                                     | Max Haverkamp Begemann Pseudonim: Prooff                                                | Adam Murray Pseudonim: XyRuS                                                                            |

## Klasyfikacja medalowa
| Lp. | Państwo           | złoto | srebro | brąz | razem | +/- WCG 2003 |
| --- | ----------------- | ----- | ------ | ---- | ----- | ------------ |
| 1.  | Holandia          | 3     | 0      | 1    | 4     | +7           |
| 2.  | Korea Południowa  | 2     | 3      | 1    | 6     | +1           |
| 3.  | Stany Zjednoczone | 2     | 0      | 1    | 3     | -1           |
| 4.  | Niemcy            | 1     | 1      | 1    | 3     | -3           |
| 5.  | Brazylia          | 0     | 1      | 1    | 2     | n/d          |
| 6.  | Austria           | 0     | 1      | 0    | 1     | n/d          |
| 6.  | Dania             | 0     | 1      | 0    | 1     | +5           |
| 6.  | Kanada            | 0     | 1      | 0    | 1     | +5           |
| 9.  | Bułgaria          | 0     | 0      | 1    | 1     | -5           |
| 9.  | Francja           | 0     | 0      | 1    | 1     | -1           |
| 9.  | Ukraina           | 0     | 0      | 1    | 1     | n/d          |